# Янг Фелловз Ювентус
Футбольний клуб «Янг Фелловз Ювентус» (нім. Sportclub Young Fellows Juventus) — швейцарський футбольний клуб з Цюриха, заснований у 1992 році. Виступає в Першій лізі. Домашні матчі приймає на стадіоні «Утогрунд», місткістю 2 850 глядачів.

## Історія
Клуб створений у 1992 році шляхом злиття «Янг Фелловз Цюрих» (заснований у 1903 році) та «Ювентус Цюрих» (заснований у 1922 році).

## Досягнення
- Кубок Швейцарії
  - Володар: 1936 (як «Янг Фелловз Цюрих»).

## Статистика виступів

### Статистика виступів у Кубку Мітропи
Виступав у розіграші 1936 року, як срібний призер національного чемпіонату, і в 1937 році — як бронзовий призер.
| Сезони | Матчі | Перемоги | Нічиї | Поразки | Різниця м'ячів |
| ------ | ----- | -------- | ----- | ------- | -------------- |
| 2      | 5     | 1        | 0     | 4       | 4 — 13         |

| № | Розіграш | Стадія     | Дата та місце проведення | Команда 1    | Рахунок | Команда 2    |
| - | -------- | ---------- | ------------------------ | ------------ | ------- | ------------ |
| 1 | 1936     | кв. раунд  | 07.06.1936, Цюрих        | Янг Фелловз  | 0:3     | Фебуш        |
| 2 | 1936     | кв. раунд  | 14.06.1936, Будапешт     | Фебуш        | 6:2     | Янг Фелловз  |
| 3 | 1937     | 1/8        | 13.06.1937, Відень       | Ферст Вієнна | 2:1     | Янг Фелловз  |
| 4 | 1937     | 1/8        | 27.06.1937, Цюрих        | Янг Фелловз  | 1:0     | Ферст Вієнна |
| 5 | 1937     | 1/8 (дод.) | 29.06.1937, Цюрих        | Янг Фелловз  | 0:2     | Ферст Вієнна |